# Kreuzberg (Lasörlinggruppe)
Der Kreuzberg, auch Kreuzkögele, ist ein 2743 m ü. A. hoher Berggipfel der Lasörlinggruppe an der Grenze zwischen den Gemeinden Virgen, Matrei in Osttirol, St. Veit in Defereggen, Hopfgarten in Defereggen und St. Veit in Defereggen (Osttirol), (Österreich).

## Lage
Am Kreuzberg laufen die Gemeindegrenzen von vier Gemeinden kreuzförmig zusammen, wobei sich Virgen im Nordwesten, Matrei im Nordosten, Hopfgarten im Südosten und St. Veit im Südwesten befindet. Innerhalb der Lasörlinggruppe befindet sich der Kreuzberg im Westbereich des Hauptkammes. Benachbarte Berge am Hauptkamm sind der Stanzling (2715 m ü. A.) im Westen und der Haupt- bzw. Ostgipfel des Defereggenhöhe (2658 m ü. A.) im Osten. Zwischen dem Kreuzberg und der Defereggenhöhe befindet sich ein unbenannter Höhenpunkt (2664 m ü. A.). Der Nordnordwestkamm des Kreuzberg fällt zum Arnitztörl (2559 m ü. A.) ab und steigt danach wieder zum Torkogel (2730 m ü. A.) auf. Nordöstlich befindet sich zudem der Arnitzsee, der den Arnitzbach speist. An der Südwestflanke des Kreuzbergs entspringt zudem der Birker Bach, an seiner Südostflanke der Moosbach.

## Anstiegsmöglichkeiten
Der Normalweg auf den Kreuzberg führt von der Arnitzalm über das Arnitztörl und danach unmarkiert über den Norddordwestkamm auf den Gipfel. Der Anstieg über den Südwestrücken erfolgt vom Weiler Moos über den bewaldeten Mooser Berg bis zum Kammkreuz und danach auf dem unbewaldeten Südwestrücken auf den Kreuzberg.